# Бумин-каган
Бумин-каган (давньотюрк.:  ) — засновник Тюркського каганату. Вождь племені Ашина.

## Плем'я Ашина
Під час Великого переселення народів частина гунів залишилася на передгір'ях Алтаю. Вони залишилися жити тут під керуванням вождя Ашина, але незабаром потрапили під владу могутньої держави — Жужанського каганату і були змушені платити їм данину залізом.

## Правління Бумин
У 542 році Бумин-каган став вождем племені Ашина. З 545 року правитель китайської імперії Вей Тай-Цу шукав собі союзника в боротьбі з жужанами, направив до Бумина посла з багатими подарунками — согдійця Ань-Нопеньтона. Бумин-каган зустрів китайського посла з пошаною і проводив з союзницькими намірами. Цей рік зберігся в історії як рік офіційного визнання на міжнародному рівні тюркського племінного союзу.
Перш за все Бумин-каган вирішив об'єднати споріднені племена. Серед них найбільш близьким було плем'я тілі (телеутів), що теж платило данину жужанам. Але вождь племені тілі не захотів підкорятися Бумину. Щоб позбутися від гніту жужанів, він вирішив виступити самостійно, але Бумин, зрозумівши наміри вождя тілі, розташувався зі своїм військом в ущелині Алтайських гір. Тоді тілі вирішили підкоритися владі Бумину. Так в 546 плем'я тєле (за китайськими джерелами 50 000 юрт) увійшло до складу майбутньої держави тюрків.
Об'єднання двох споріднених племен не обіцяло нічого доброго жужанскому кагану Анагену, але боячись об'єднання тюрків з китайцями, він уже не міг діяти відкрито. Тепер уже сам Бумин-каган вирішив зустрітися з Анагеном на полі битви, щоб домогтися повної свободи тюрків. З цією метою він відправив жужанському кагану послання з вимогою видати жужанську принцесу заміж за нього. Це послання розлютило Анагена і він спорядив військо для повного підкорення тюрків. Цього і добивався Бумин. Вступивши в союз з Імперією Вей, у 551 році він одружується на китайській принцесі Чанлі, а в 552 році на чолі великого війська вийшов у похід проти жужанів і розбив їх. Не витримавши ганьби, Анаген покінчів життя самогубством. Так була створена нова могутня імперія — Тюркський каганат.
Бумин-каган, який домігся незалежності для свого народу, недовго прожив після цієї великої перемоги. Він прийняв титул Ільхан («правитель народів»), проте наприкінці 552 року помер. Трон обійняв його старший син Кара Іссик каган, який правив лише один рік. У 553 році каганом став молодший брат Кара Іссика Мукан.

## Бумин-каган у тюркських джерелах
Наш предок Бумин-каган чотири кути (світу) пригнобив, повалив, переміг, розчавив. Потім, коли цього хана не стало, народ (наш) загинув, розсіявся і розбігся.
Оригінальний текст (ст.-тюрк.)